# Сетка Амслера

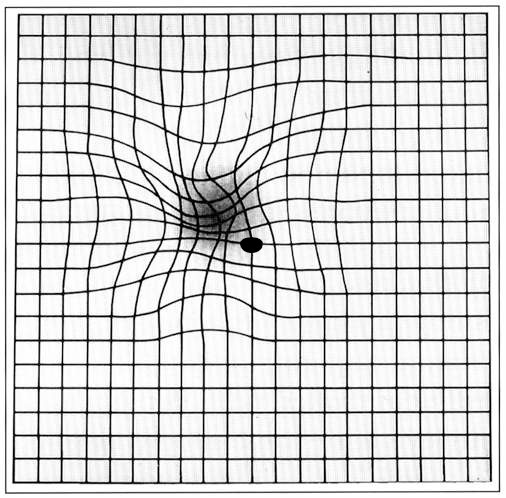
Так может выглядеть сетка Амслера при наличии возрастной макулярной дегенерации.

Сетка Амслера или решетка Амслера применяется в офтальмологии в качестве простого функционального теста, позволяющего проверить центральную область поля зрения глаза. Он был изобретен швейцарским офтальмологом Марком Амслером. . Очень похожее тестовое изображение было предложено еще в 1752 году английским оптиком по имени James Ayscough, которое однако не использовалось для диагностики центральных полей зрения на наличие дефектов.

Так выглядит сетка Амслера с нормальным полем зрения в центре

С распространением и техническим совершенствованием современной периметрии сетки Амслера сегодня имеют значимость в качестве средства самотестирования для пациента и возможно при быстром скрининге как средство предположительного определения дефектов центра поля зрения, например, возрастной макулярной дегенерации или других экссудативных и дегенеративных процессов в центре сетчатки. Они не дают никаких существенных и детальных оценок поля зрения, наличие скотомы например. Сама тестовая сетка состоит из квадратной сетки размером приблизительно 10 х 10 см с квадратными ячейками с точкой в середине, на которую должен фиксироваться взгляд в течение всего монокулярного теста. Другой глаз должен быть полностью закрыт ладонью или повязкой. Тестовое расстояние до сетки около 30—40 см. При соответствующих обстоятельствах тестируемый пациент может заметить наличие мнимых «дыр» в сетке или «темных пятен», возможно, даже волн или искривлений линий сетки. Наличие таких мнимых дефектов сетки обязывает пациента пройти немедленный офтальмологический контроль. Но даже совершенно нормальный вид сетки Амслера не исключает наличие дефектов в центральных или периферийных полях зрения.
Для самотестирования сетку Амслера можно скачать из Интернета и распечатать на принтере.